# Petrina Haingura
Petrina Namutenya Haingura (geboren 27. Juli 1959 in Rupara, Südwestafrika) ist eine namibische Politikerin, die von 2005 bis 2018 für die SWAPO Mitglied der Nationalversammlung war. Im gleichen Zeitraum war sie Vizeministerin im Ministerium für Gesundheit und Soziale Dienste. Von 2006 bis 2016 war sie Vorsitzende des SWAPO Women’s Council.

## Leben
Petrina Haingura machte 1980 ein Diplom in Krankenpflege an der Onandjokwe Lutheran Medical Training School und arbeitete im Anschluss ein Jahr in Medizinzentren der lutherischen Kirche. Sie studierte Krankenpflege am Nursing College (Diplom 1984) und Geburtshilfe am Windhoek Nursing College (Diplom 1985). Im Anschluss arbeitete sie bis 1996 als Krankenschwester und Hebamme in Rundu. 1992 machte sie ein Fortgeschrittenen-Diplom in Gesundheitsförderung und -Diagnose an der Universität von Namibia und 1995 ein Diplom in Gemeindegesundheit bei AMREF in Kenia.
Bereits 1980 trat Haingura der SWAPO bei, wo sie Mitglied des SWAPO Women’s Council in Kavango wurde. Außerdem wurde sie Mitglied der South African Nursing Counsel/Association (bis 1992). 1993 trat sie der Namibian Nursing Counsel/Association bei, 1994 der Namibia Planned Parenthood Association (NAPPA). Von 1994 bis 2002 war sie die Geschäftsführerin des Kavango SWAPO Women’s Council.
Ab 1996 arbeitete sie als Regional Primary Health Care Coordinator (bis 2001). Ab 1998 beteiligte sie sich an der Ukumwe Cultural Group der Kavango Region. 2000 machte sie einen Master in Gemeindegesundheit am Department of Public Health der University of Liverpool in England.

## Politik
2001 wurde sie in das Zentralkomitee des SWAPO Women’s Council gewählt. Im gleichen Jahr wurde sie Vorstandsmitglied des Kavango-Zweig von Lironga Eparu, einer namibischen Organisation für Menschen mit HIV/AIDS. Ab 2002 war sie regionale SWAPO-Koordinatorin für Kavango.
2004 nominierte sie der SWAPO-Präsident Sam Nujoma als eine von 10 Kandidaten auf der Parteiliste für die Wahl zur Nationalversammlung. Mit seiner Auswahl belohnte er diejenigen, die ihn darin unterstützt hatten, Hifikepunye Pohamba zum Präsidentschaftskandidaten der SWAPO zu machen. Ab 2005 war sie Abgeordnete der Nationalversammlung. Im März 2005 benannte sie Präsident Pohamba Vizeministerin im Ministerium für Gesundheit und Soziale Dienste.
Ende 2006 setzte sie sich in einer Kampfabstimmung gegen die bisherige Amtsinhaberin Eunice Iipinge durch und wurde Geschäftsführerin des Swapo Women’s Council. 2011 wurde sie wiedergewählt. 2016 verlor sie dagegen gegen Iipinge.
2017 kandidierte Haingura erfolglos als stellvertretende Geschäftsführerin der SWAPO. Anfang 2018 berief Präsident Hage Geingob sie sowohl als Vize-Gesundheitsministerin als auch als Abgeordnete der Nationalversammlung ab, nach seiner Aussage, weil sie nicht länger die Vorsitzendes des SWAPO Women’s Council war. In einem Interview spekulierte Haingura, dass es ein Racheakt, weil sie 2017 mit anderen SWAPO-Mitgliedern gegen Geingob-Anhänger angetreten war.